# Ana María Giunta
Ana María Giunta (geboren am 1. März 1943 in Concepción del Uruguay, Argentinien; gestorben am 14. März 2015 in Buenos Aires) war eine argentinische Filmschauspielerin.

## Leben

### Privates
Sie hatte zwei Töchter. Zusammen mit Antonio Di Benedetto und anderen Autoren gründete sie die Literaturgruppe "La sota" und war auch Gründerin eines regionalen Zweigs der Darsteller-Vereinigung (Asociación de Actores). Sie setzte sich für die Gleichberechtigung aller Menschen ein. Im Alter von 61 Jahren leitete sie eine Theaterwerkstatt für Obdachlose und Behinderte.

### Fernsehen
1976 hatte sie ihren ersten Auftritt, im Film Juan que reía. Neben dem Fernsehen erlangte sie auch im Theater Berühmtheit.

### Krankheit und Tod
Von 2014 bis 2015 musste sie wegen akuter Atemnot dreimal ins Krankenhaus eingeliefert werden. Sie litt unter einem Lungenemphysem und zudem an Adipositas und Diabetes mellitus und musste dauerhaft mit Sauerstoff versorgt werden. Sie verstarb am 14. März 2015.

## Filmografie
- 1976: Juan que reía
- 1976: La Despedida
- 1979: Contragolpe
- 1980: Dear Friends
- 1980: Toto Paniagua, el rey de la chatarra
- 1980: Romeo y Julieta (TV Movie)
- 1981: Los especiales de ATC (TV Series, 2 Folgen)
- 1981: El ciclo de Guillermo Bredeston y Nora Cárpena (TV-Serie, 4 Folgen)
- 1981: Abierto día y noche
- 1982: Verónica: El rostro del amor (TV-Serie, 26 Folgen)
- 1982: Los siete pecados capitales (TV Series 1982, 1 Folge)
- 1982: Gracias Doctor (TV-Serie, 3 Folgen)
- 1983: Cara a cara (TV Series, 19 Folgen)
- 1985: Duro como la roca... frágil como el cristal (TV-Serie, 39 Folgen)
- 1986: A King and His Movie
- 1986: Chechechela, una chica de barrio
- 1986: Las minas de Salomón Rey
- 1987: Susana quiere, el negro también
- 1988: Paraíso relax
- 1988: Strange Wild Women
- 1989: Monumental Moria (TV-Serie, 3 Folgen)
- 1989: Eversmile New Jersey
- 1990: Yo tenía un plazo fijo (TV-Movie)
- 1991: El acompañamiento
- 1994: Beyond the Horizon (TV-Serie, 2 Folgen)
- 1995: Chiquititas (nicht ausgestrahlt)
- 1996: From My Neighborhood with Love
- 1996: S.O.S Gulubu
- 1997: Los Auténticos Decadentes: Cómo me voy a olvidar (Kurzvideo)
- 1999: Champions of Life (TV-Serie, 15 Folgen)
- 2000: The Adventures of God
- 2001: Final Minute (TV-Serie, 1 Folge)
- 2002: Te dije que te quiero? (Kurzvideo)
- 2003: Family Affairs (TV-Serie, 58 Folgen)
- 2004: Flinderella (TV-Serie, 1 Folge)
- 2004: The Roldans (TV-Serie, 3 Folgen)
- 2004: 2 ilusiones
- 2013: Algunos días sin música
- 2014: Children of the Night